# Nadia (Vesele), Zaporijjea
Nadia (în ucraineană Надія) este un sat în comuna Vesele din raionul Zaporijjea, regiunea Zaporijjea, Ucraina.

## Demografie
Componența lingvistică a localității Nadia
     Ucraineană (90,87%)
     Rusă (8,3%)
     Alte limbi (0,83%)
Conform recensământului din 2001, majoritatea populației localității Nadia era vorbitoare de ucraineană (90,87%), existând în minoritate și vorbitori de rusă (8,3%).